# 블랑케트
블랑케트(프랑스어: blanquette) 또는 블랑케트 드 보(프랑스어: blanquette de veau)는 프랑스의 송아지고기 스튜이다. 송아지고기 등의 백색육과 버터·크림이 들어간 흰 소스로 이루어진 음식으로, 색이 희다. 프랑스의 국민 음식 가운데 하나이기도 하다.

## 이름
프랑스어 "블랑케트(blanquette)"는 "흰 소스로 만든 스튜, 라구"를 뜻하는 말이다. "드(de)"는 "~의, ~와 관련한"이라는 뜻의 전치사이며, "보(veau)"는 "송아지"를 뜻한다. "블랑케트 드 보"는 "송아지고기 흰 소스 스튜"라는 뜻이다.
프랑스에서는 이 요리가 블랑케트 알랑시엔(프랑스어: blanquette à l'ancienne)이나 블랑케트 드 보 알랑시엔(프랑스어: blanquette de veau à l'ancienne)으로도 불린다. "알랑시엔"은 "오래 된, 옛날의, 고대의"라는 뜻의 형용사 "앙시앵(ancien)"의 여성형인 "앙시엔(ancienne)"에 전치사 "아(à)", 여성형 정관사 "라(la)"를 줄인 "ㄹ(l')"를 붙인 형태로, "옛날 방식의"라는 뜻이다.

## 만들기
보통 송아지고기를 쓰지만, 칠면조고기나 닭고기 등 새고기, 토끼고기, 돼지고기 등 다른 백색육을 쓰기도 한다. 고기는 당근, 리크, 양파, 마늘 등의 향신채, 백리향 등 허브와 함께 삶은 뒤 건지고, 국물은 분리해 걸러 둔다. 팬에 버터를 녹이고 밀가루를 볶아 루를 만든 다음, 걸러둔 부용을 부어 블루테를 만들고, 크림을 넣는다. 간은 소금, 후추, 레몬 즙 등으로 한다. 만들어진 소스에 건져둔 고기와 채소를 넣어 섞는데, 이때 볶은 양송이를 넣기도 한다. 마지막에는 차이브 등을 뿌려 낸다.

## 같이 보기
- 라구 팽
- 뵈프 스트로가노프